# Christensen 1
Det finns även en komet med namnet Christensen 2 eller 164P/Christensen
Christensen 1, 210P/Christensen eller 210P/2003 K2 Christensen (tidigare P/2003 K2 Christensen) är en kortperiodisk komet som upptäcktes 26 maj 2003 av Eric J. Christensen vid Catalina Sky Survey.
Den 8 december 2008 återupptäckte A. Watson kometen som då visade upp en tunn, kort svans. Några dagar senare kunde M. Meyer visa att det var samma komet som hade upptäckts 2003.
Banelementen för kometen är osäkra eftersom de inte beräknats sedan 2010. Då beräknades nästa periheliepassage ske i december 2008.